# Guldmark
Guldmark (tysk: Goldmark, officielt bare Mark) var valutaen i Det Tyske Kejserrige fra 1873 til 1914. Guldmarken var baseret på guldstandarden således, at 2.790 mark svarede til 1 kg rent guld (1 Mark = 358 mg).
Guldmarken blev indført af den Tyske Møntunion, der blev grundlagt den 4. december 1871 i forbindelse med etableringen af Kejserriget. Før etableringen af møntunionen havde de enkelte tyske stater hver deres valuta. Guldmarken blev indført i 1873, og var fra 1876 den eneste gyldige valuta i Kejserriget. Navnet Guldmark blev først brugt senere for at adskille marken fra Papirmark, der blev indført i 1914.